# Bageshwar
Bageshwar (hindi : बागेश्वर) est une ville indienne située dans le district de Bageshwar dans l’État de l'Uttarakhand. En 2001, sa population était de 7 803 habitants.

## Galerie

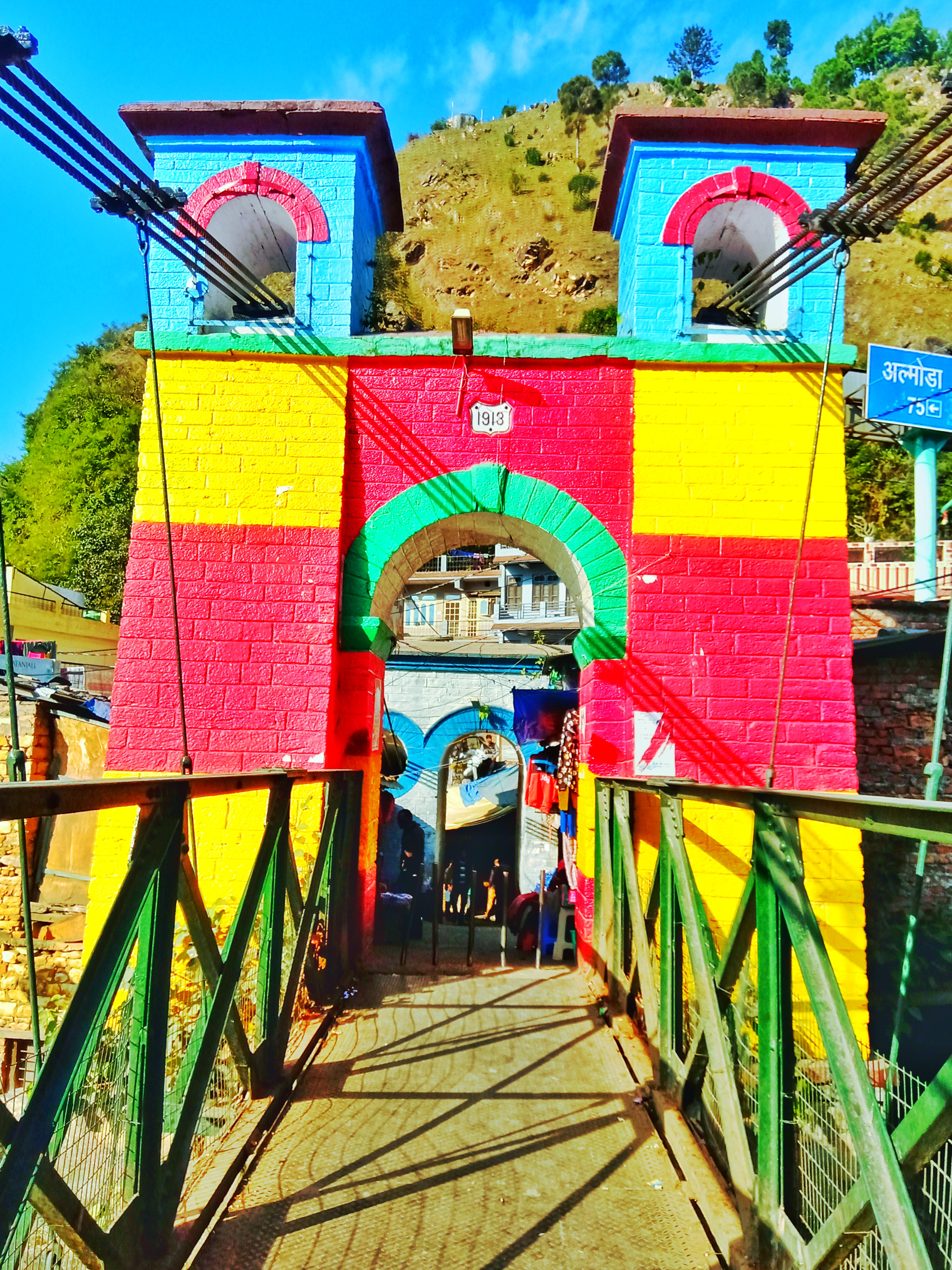
Le Saryu Jhula Pul, pont de Bageshwar

## Traduction
- (en) Cet article est partiellement ou en totalité issu de l’article de Wikipédia en anglais intitulé « Bageshwar » (voir la liste des auteurs).